# Foster Hewitt
Pour les articles homonymes, voir Hewitt.
Foster William Hewitt (né le 21 novembre 1902 à Toronto, mort le 21 avril 1985 à Scarborough (Ontario)) est un journaliste sportif canadien, connu pour l'émission Hockey Night in Canada.

## Famille
Foster Hewitt est le fils de William Hewitt, lui-même journaliste sportif.
Il épouse en 1925 Elizabeth Kathleen How (1903-1969 d'un cancer), avec qui il a une fille, Elizabeth Ann Somerville (1926–1977), et deux fils Bill (1928-1996), qui sera lui aussi journaliste sportif et Wendy Rowan (né en 1933). Il se remarie en 1972 avec Moxon.

## Biographie
Hewitt est élève de l'Upper Canada College et l'Université de Toronto où il est membre de la section torontoise de la fraternité Beta Theta Pi. Il pratique la boxe pendant ses années d'étudiant.
Hewitt développe un intérêt précoce pour la radio et, adolescent, il accompagne son père lors d'un voyage à Detroit, pour assister à une démonstration de technologie radio sponsorisée par General Electric.
Il accepte un emploi chez Independent Telephone Company, qui fabrique des radios, et quitte cet emploi et ses études universitaires lorsque son père, rédacteur sportif du Toronto Star, lui dit que le journal créera sa propre station de radio. Hewitt devient journaliste au journal et est prêt à passer à l'antenne lorsque CFCA est lancé. La première émission sur le hockey sur glace a lieu le 8 février 1923, son collègue Norman Albert assure le commentaire de chaque action. La première diffusion de Hewitt a probablement eu lieu le 16 février, lors d'un match entre l'Argonaut Rowing Club de Toronto et les Greenshirts de Kitchener ; Hewitt attribue la date du 22 mars dans son propre livre, bien qu'aucun match n'était prévu ce soir-là au Arena Gardens.
En 1927, il est invité en tant qu'annonceur lors du premier match dans le Detroit Olympia.
Hewitt participé aux cérémonies d'ouverture du Maple Leaf Gardens le 12 novembre 1931 ; la "gondole" de diffusion spécialement conçue à partir de laquelle Hewitt commente fut intégrée aux plans avec sa contribution et l'appui de Conn Smythe, le propriétaire des Maple Leafs de Toronto.
Pendant quarante ans, Hewitt est le principal commentateur "action-par-action" de hockey sur glace au Canada pour General Motors (Canada), puis plus tard Imperial Oil Limited, diffusant le hockey le samedi soir. Alors que l'émission est diffusée à la radio nationale canadienne, Hewitt se fait connaître grâce à la phrase « Il tire, il marque ! » ainsi que son introduction au début de chaque émission, « Bonjour le Canada et les fans de hockey aux États-Unis et à Terre-Neuve ».
Les émissions de Hockey Night in Canada à Toronto (diffusées sur la station locale CFRB ainsi que successivement sur CNR Radio, la Commission canadienne de radiodiffusion puis sur CBC Radio) sont diffusées simultanément sur CBC Television du 1er novembre 1952 à 1963 : Hewitt s'occupe de l'action jusqu'au 11 octobre 1958, date à laquelle il confie les fonctions à son fils, Bill Hewitt. Il fournit des commentaires des matchs du samedi soir à la télévision, tout en poursuivant la diffusion radio des matchs en semaine.
En 1951, il lance sa propre station de radio à Toronto, CKFH. La station diffuse les matchs des Maple Leafs jusqu'à la perte des droits en 1978. En 1981, la station est vendue à Telemedia et est renommé CJCL. Il fait une offre pour acheter CHIN en 1970.
Hewitt se retire de la télévision en 1963, mais il continue à diffuser les matchs des Leafs à la radio jusqu'en 1968. En 1965, il devient l'un des copropriétaires des Canucks de Vancouver, équipe de la Western Hockey League, organisation professionnelle mineure. L'année suivante, lui et le copropriétaire Cyrus McLean font une présentation à la Ligue nationale de hockey pour une franchise, mais leur offre est rejetée.
Hewitt sort de sa retraite pour le Série du siècle 1972 en compagnie du joueur Brian Conacher. Hewitt est intronisé au Temple de la renommée du hockey en tant que bâtisseur en 1965. En 1972, il est nommé Officier de l'Ordre du Canada. Le Temple de la renommée du hockey crée le Foster Hewitt Memorial Award en 1984 pour distinguer le meilleur journaliste sportif américain de hockey sur glace.
Hewitt meurt des suites de la maladie d'Alzheimer, d'une insuffisance rénale et d'un cancer de la gorge le 21 avril 1985, à l'âge de 82 ans.
Foster Hewitt est intronisé à titre posthume au Temple de la renommée de l'Association canadienne des radiodiffuseurs en 1989 et au Temple de la renommée des sports de l'Ontario en 1996.